# Владислав Кормильчич
Владислав Кормильчич (роки народження і смерті невідомі) — галицький боярин. Наприкінці XII — початку XIII століття очолював боярську опозицію у Галицько-Волинському князівстві, яка виступала проти зміцнення князівської влади.

## Життєпис
Онук впливового боярина Жирослава Іванковича, син Костянтина-Кормили Жирославича. Роман Великий у часи свого княжіння вислав бояр Кормильчичів у вигнання. Після смерті Романа (1205) Кормильчичі повернулись до Галичини.
1206 року сини Ігоря Святославича — Володимир, Роман і Святослав — захопили Галичину й поділили її між собою. У 1211 році Ігоровичі в конфлікті з галицькими боярами вбили боярську верхівку. Володислав Кормильчич з іншими боярами закликав на поміч угорського короля Андрія II, при дворі якого жив малолітній Данило Романович. Андрій II послав військо з Данилом і Володиславом на Галичину. Володислав Кормильчич умовив мешканців Перемишля здати своє місто та князя Святослава без бою.
Після облоги Звенигорода й битви з Ігоровичами військо увійшло у Галич у вересні 1211 року. Данила Романовича посадили на престол. З Белза приїхала Данилова мати, Анна, але Володислав Кормильчич відіслав її з Галича, бажаючи правити Галицько-Волинським князівством. Княгиня Анна запросила допомоги у Андрія II. Угорські та волинські війська рушили на Галич. Бояри були підкорені, і король забрав Володислава Кормильчича до Угорщини.
Бояри тим часом запросили до себе пересопницького князя Мстислава Німого. Анна з Данилом виїхала до Угорщини благати допомоги у короля. Андрій II почав похід на Галич, але звістка про загибель його дружини від угорських баронів змусила повернути військо. Тим часом Мстислав, не бажаючи воювати з угорцями, покинув Галич, а Володислав Кормильчич повернувся до міста.
1213 року Володислав Кормильчич проголосив себе галицьким князем. Мстислав з допомогою руських князів і краківського Лешка I Білого повернувся на Галичину. Над річкою Бібрця дружину Володислава Кормильчича розбили, але облога Галича русько-польським військом не вдалася, і вони повернулися з нічим. Після укладення в 1214 році в Спиші угоди між угорським королем Андрієм II і краківським князем Лешком I Білим про поділ Галицько-Волинських земель між Угорщиною та Польщею угорські війська окупували Галичину. Володислава Кормильчича позбавили влади й вивезли в Угорщину, де він помер.
Мав братів Яволода та Ярополка.